# Pelota
Pelota (derivado de pele- + -ote, mas no feminino) é uma pequena embarcação, como um bote, feita de couro, utilizada para a travessia de arroios ou navegação de pequenos cursos d'agua. Joaquim Ferreira Moutinho, em seu diário de viagem da regresso a São Paulo, em 1869, comentou que era utilizada na travessia do ribeirão Passavinte.